# Татевська ГЕС
Татевська ГЕС — гідроелектростанція у Вірменії. Знаходячись після Шамбської ГЕС, становить нижній ступінь каскаду на річці Воротан, лівій притоці Араксу, який, своєю чергою, є правою притокою Кури (басейн Каспійського моря).
У межах проєкту річку перекрили кам'яно-накидною греблею із глиняним ядром висотою 41 метр та довжиною 107 метрів, яка утримує Шамбське водосховище з об'ємом 13,6 млн м3 (корисний об'єм 1,8 млн м3), в якому припустиме коливання рівня поверхні в операційному режимі між позначками 1333,8 та 1335,4 метра НРМ.
Зі сховища під лівобережним гірським масивом прокладено дериваційний тунель довжиною 18,4 км, котрий транспортує воду до верхнього балансувального резервуара об'ємом 80 тис. м3. Далі ресурс потрапляє до напірного водоводу довжиною 1,9 км, котрий подає його у наземний машинний зал.
Основне обладнання станції становлять три турбіни типу Пелтон потужністю по 52,4 МВт, які використовують напір у 569 метрів та забезпечують виробництво 670 млн кВт·год електроенергії на рік.